# Desa Mundu (administrativ by i Indonesien, Jawa Tengah, lat -6,91, long 108,83)
Desa Mundu är en administrativ by i Indonesien.   Den ligger i provinsen Jawa Tengah, i den västra delen av landet, 230 km öster om huvudstaden Jakarta.